# Cantharocnemis durantoni
Cantharocnemis durantoni là một loài bọ cánh cứng trong họ Cerambycidae.